# Jean-Bernard Ouvrieu
 (mai 2023).
Jean-Bernard Ouvrieu, né en 1939 à Creil, est un diplomate français, ancien ambassadeur de France en Corée du Sud, au Brésil puis au Japon. 

## Biographie

### Famille et éducation
Son père, René Ouvrieu, lotois d'origine, était agrégé d'anglais et universitaire. Sa mère, Renée Franchet, était directrice de lycée technique et écrivaine. 
Diplômé de Sciences Po Paris (1962, section Service Public) et de HEC Paris (1960), Jean-Bernard Ouvrieu est ancien élève de l'École nationale d'administration (ENA), promotion Montesquieu, 1964-66. 

### Fonctionnaire
Il commence sa carrière au service de presse du Ministère des affaires étrangères (1966-68). Il est ensuite chargé de mission aux cabinets des premiers ministres Maurice Couve de Murville puis de Jacques Chaban-Delmas de 1968 à 1971. Il est alors nommé premier secrétaire à la Représentation permanente auprès de la Communauté économique européenne (1971-74), puis chargé de mission à la Délégation à l´aménagement du territoire et à l´action régionale (Datar) en 1974 et 1975. 

### Diplomate en Irak, aux États-Unis et à Vienne
S'ouvre alors à lui une carrière diplomatique, il est d'abord deuxième conseiller à l'ambassade de Bagdad en Irak (1975-77), puis à Washington (1977-79). En 1979, il est appelé comme directeur adjoint du cabinet du ministre des Affaires étrangères Jean François-Poncet, puis nommé directeur des relations internationales au Commissariat à l'énergie atomique et aux énergies alternatives (1980-85). En parallèle, il est gouverneur pour la France de l'Agence internationale de l'énergie atomique (AIEA) à Vienne (1981-85).  

### Ambassadeur de France en Corée, au Brésil et au Japon
Il est nommé ambassadeur en Corée du Sud de 1985 à 1987 et ministre plénipotentiaire. Directeur des affaires économiques et financières à l' administration centrale du Quai d'Orsay (1987-89), il est ensuite nommé ambassadeur au Brésil (1989-93), puis au Japon (1993-98, remplacé par Maurice Gourdault-Montagne). De 1998 à 2002, il est le représentant personnel du ministre de la défense Alain Richard. 
Il est en 2011 vice-président du conseil d'administration de la Fondation franco-japonaise Sasakawa, la branche française de la Nippon Foundation.

## Décorations
Il est Commandeur de l'ordre national de la Légion d'honneur et Officier de l'ordre national du Mérite.